# Apóstolos Mànguras
Apóstolos Ioannis Mànguras (grec: Απόστολος Ιωάννης Μάγγουρας, nascut a Karkinagri (Icària) el 30 de novembre de 1934, és un mariner grec retirat. Va ser l'últim capità del petrolier Prestige i va ser processat per l'enfonsament del mateix el 2002 i jutjat i condemnat a nou mesos de presó per desobediència el 2013.

## Trajectòria
Apóstolos Ioannis Mànguras feia 44 anys que era mariner, navegant com a segon oficial, com a primer oficial i com a capità. D'aquests, els últims 32 anys foren com a capità en petroliers amb desplaçaments de 60.000 tones fins a 450.000 tones. Està casat amb Kiriakula i té dos fills, un home i una dona.

### Prestige
Mànguras va rebre l'encàrrec de capità del Prestige de part de Mare Shipping Inc., una empresa controlada per l'armador grec Culuthros. Mànguras ja estava jubilat i no podia treballar com a capità en vaixells grecs o de la resta de la UE, però sí que podia treballar per a vaixells de bandera bahamesa, com la que enarborava el Prestige. Va rebre un curs del Centre d'Ensenyament Marí Grec de Creta per obtenir una llicència emesa per les autoritats del Carib. Mànguras s'enrola al Prestige el 13 de setembre a Sant Petersburg. Ja coneixia el vaixell. Abans l'havia navegat diverses vegades des del gener del 2000.
El Prestige havia estat reparat a la primavera de 2001 en una drassana xinesa. Llavors es van utilitzar 263 tones d'acer per reparar la partició longitudinal que separa dos dipòsits d'estribord (el mateix que fallaria davant la costa gallega). La reparació es va fer amb planxes de menys gruix del necessari. L'American Bureau of Shipping (ABS) va aprovar aquesta reparació. Mànguras va ordenar que els dipòsits reparats estigueren plens d'aigua, llastats, de manera que no es podien revisar i també va dir que no eren adjacents als tancs de càrrega amb calefacció, la qual cosa no era certa i hauria requerit la seua inspecció, que no es va fer aleshores.
L'any 2002, segons un estudi francés dels tècnics de BEAmer, el Prestige només va navegar 56 dies:
- Al març, viatjant en nom d'un noliejador pakistanés amb 80.000 tones de petroli brut carregades al golf Pèrsic i destinades a un port indi. Viatge pel qual va cobrar 205.000 dòlars.
- Al març-abril, dos viatges per compte d'un noliejador indi amb petroli brut carregat al golf Pèrsic i també destinats a un port de l'Índia. Cobraven uns 11.000 dòlars al dia.

L'última inspecció del Prestige va ser del 15 al 25 de maig de 2002 a Dubai. Al maig va sortir del port de Fujairah (Emirats Àrabs Units), on va estar 35 dies esperant comandes. Surt cap a Sant Petersburg, on va arribar el 22 de juny de 2002. El Prestige va estar ancorat a Sant Petersburg durant 128 dies actuant com a magatzem flotant d'hidrocarburs. L'anterior capità del Prestige, Efstratios Kostazos, va denunciar per fax a la companyia i a l'ABS les múltiples mancances del vaixell abans de ser rellevat del càrrec Mànguras i el seu primer oficial van inspeccionar a Sant Petersburg, segons un Certificat emés el 30 d'octubre de 2002, els tancs, trobant-los en bon estat i sense defectes.
El vaixell va sortir de Sant Petersburg el 30 d'octubre de 2002 amb mitja càrrega. Va completar la càrrega al port de Ventspils a Letònia i va marxar el 5 de novembre de 2002, en direcció a Gibraltar, on havia d'esperar noves comandes.

### Accident delPrestigea Galícia

Recorregut del Prestige des de l'accident fins al seu enfonsament.

El 13 de novembre de 2002, cap a les 14.30 GMT, Salvament Marítim va rebre un SOS d'un vaixell situat a 28 milles de la costa gallega.
| « | “May day, may day. Soc el capità del Prestige, un petrolier de 243 metres d'eslora que transporta 77.000 tones de fuel des del Bàltic amb destinació Gibraltar. Hem perdut el control i estem escorats 25 graus a estribord. Necessite ajuda per a evacuar la tripulació". | » |

En la situació de confusió, el vaixell es va escorar i la tripulació va entrar en pànic. Dos helicòpters evacuaren 24 dels 27 tripulants del Prestige cap a Vigo i La Corunya. Apóstolos Mànguras (capità), Nikólaos Argirópulos (primer oficial) i Ireneo Maloto (cap de màquines) romanen al vaixell per supervisar el rescat. En inundar els tancs del babord, Mànguras aconsegueix corregir l'escora i el vaixell deixa de perdre combustible. No obstant això, per efecte del llast, el vaixell s'enfonsa més a la mar, arribant la línia de flotació quasi fins a l'altura de la coberta principal.

#### 13 i 14 de novembre de 2002
Al Prestige s'acostà el remolcador Ría de Vigo, enviat per SASEMAR, amb els colors i emblemes de Salvament Marítim, però sota bandera de Remolcanosa, empresa privada. Mànguras rep instruccions dels armadors per esperar mentre negocien els termes del rescat i així ho informa a Salvament Marítim. La càrrega i el vaixell estaven valorats en 20 milions d'euros, el cost del rescat rondaria els 5 milions d'euros. El remolc del Ría de Vigo enviat per SASEMAR, no tenia cost, però Apóstolos Mànguras no ho sabia ni els armadors tampoc. Fins que s'aclarí la situació, el capità esperà instruccions dels armadors abans d'acceptar el remolc, la manca d'informació i la confusió dura des de les 18.15 fins a les 21.00 del dia 13. El cap de màquines tenia por que els vaixells de salvament assaltaren el Prestige, mataren la tripulació i robaren la càrrega.
Mànguras estava convençut que el vaixell mai no xocaria contra la costa i tenia la intenció d'apropar el vaixell per a fondejar. Aquest, ja sense motors, va arribar a estar a només 5 milles de la costa de Muxía. El Prestige tenia dues àncores, cadascuna amb 325 metres de cadena. A 150 metres de profunditat i a 3,5 o 4 milles de la costa podia tirar les àncores, així que comptava amb això per no perdre el vaixell. Mànguras també va proposar mantenir el Prestige en aquesta posició durant la nit, allunyat de la costa, assegurat amb dos amarratges de 220 metres, proposta que fou rebutjada pel remolcador. Al vespre, tres remolcadors més s'uniren i aconseguiren allunyar el vaixell de la costa.

#### 15 al 19 de novembre de 2002
Les instruccions eren traslladar el vaixell a 120 milles de la costa escortat per una fragata de l'Armada Espanyola. Mànguras advertí la torre de control marítim de Fisterra que el vaixell es podria trencar en dos si continuava navegant amb rumb nord-oest (320º), però el vaixell navegava paral·lel a la costa gallega amb un rumb sud (180°). El remolcador Ría de Vigo tenia una avaria i navegava en cercles amb risc de trencar el vaixell.
El dia 15 a les 3:19 del matí, tècnics de la companyia holandesa Smit Savage van arribar al Prestige amb el capità Wytse Huisman. L'equip holandés va demanar que el remolc fos lliurat al remolcador Chiruca, des del Ria de Vigo es neguen per ordres de les autoritats espanyoles. De matinada el Prestige es troba a 60 milles de la costa gallega i l'esquerda del casc ja mesurava 30 metres. El vaixell ja havia perdut tres mil o quatre mil tones de fueloil. Segons Mànguras, l'esquerda s'havia produït per l'impacte d'un contenidor que flotava a la mar o per les onades.
La tarda del dia 15, Mànguras i la tripulació del Prestige que restava a bord, a més de l'equip de Smit Savage capitanejat per Huisman, van ser traslladats en helicòpter a l'aeroport d'Alvedro, a causa del risc d'enfonsament del vaixell. Allà l'esperaven les càmeres de televisió, Apóstolos Mànguras, de gairebé 68 anys, va ser detingut per la Guàrdia Civil i traslladat als jutjats on el jutge, després de prendre-li declaració durant dotze hores, va decidir enviar-lo a presó.
El 19 de novembre, el Prestige va passar del Ría de Vigo a un altre remolcador xinés, el Da Da. Cap a les 8 del matí el vaixell es va partir en dos a 133 milles de la costa de Fisterra. Quatre hores després, s'enfonsava a 145 milles de les illes Cíes, molt a prop de O Gran Burato. El remolcador xinés va ser abordat per tres enviats de l'Administració Marítima per recollir mostres i documents.
Mànguras va estar 83 dies a la presó de Teixeiro i va haver de pagar una fiança de 3 milions d'euros a l'asseguradora del vaixell per sortir-ne. L'alliberament li va impedir sortir d'Espanya. Va escollir Barcelona per viure i viure-hi durant dos anys amb la seua dona, una ciutat on no era conegut i va passar desapercebut, havent de presentar-se cada dia a la comissaria. L'any 2003 va ser candidat a Sailor of the Year, premi atorgat per l'Institut Naval de Londres i la revista marítima Lloyds. L'any 2004, a Barcelona, 30 capitans de la Marina Mercant espanyola van celebrar un sopar d'homenatge a Mànguras pels maltractaments que consideraven que havia rebut per part de les autoritats espanyoles. A Barcelona va estar sota tractament mèdic a base d'antidepressius. Els seus advocats van sol·licitar la seua llibertat per motius de salut i l'Audiència Provincial de la Corunya va autoritzar el seu retorn a Grècia Des de llavors Apóstolos Mànguras , vivia entre Atenes i l'illa d'Icària amb la seua família. Un cop cada 15 dies havia d'anar a la comissaria per signar. Se li assignà una pensió d'entre 6.000 i 7.000 euros mensuals que paga Protection and Indemnity, l'asseguradora del Prestige pendent de judici.
L'any 2009, el Tribunal Europeu de Drets Humans va donar la raó a la justícia espanyola per la querella contra els tres milions d'euros imposats com a fiança a Apóstolos Mànguras. Amb el vot a favor de deu magistrats i el vot en contra de set, van considerar que la fiança imposada a Mànguras no era excessiva, ja que es va tenir en compte l'abast dels danys causats pel vessament de fueloil, tant en l'àmbit ecològic com econòmic.
Apóstolos Ioannis Mànguras passa el temps pescant a l'illa d'Icària, però des de la costa, sense pujar a un vaixell, i està escrivint les seues memòries.
L'any 2022, amb motiu del 20é aniversari de l'accident del Prestige, el programa de televisió espanyol Salvados va tractar de contactar amb ell, arribant a desplaçar-se fins a la localitat de Karkinagri, a l'illa grega d'Icària. Tot i la seua reticència a fer declaracions, seguint directrius dels seus advocats a causa de trobar-se encara pendent de judici per les responsabilitats econòmiques de l'accident, Mànguras declarà que la societat espanyola l'havia tractat sempre bé, però no les autoritats.

## El judici

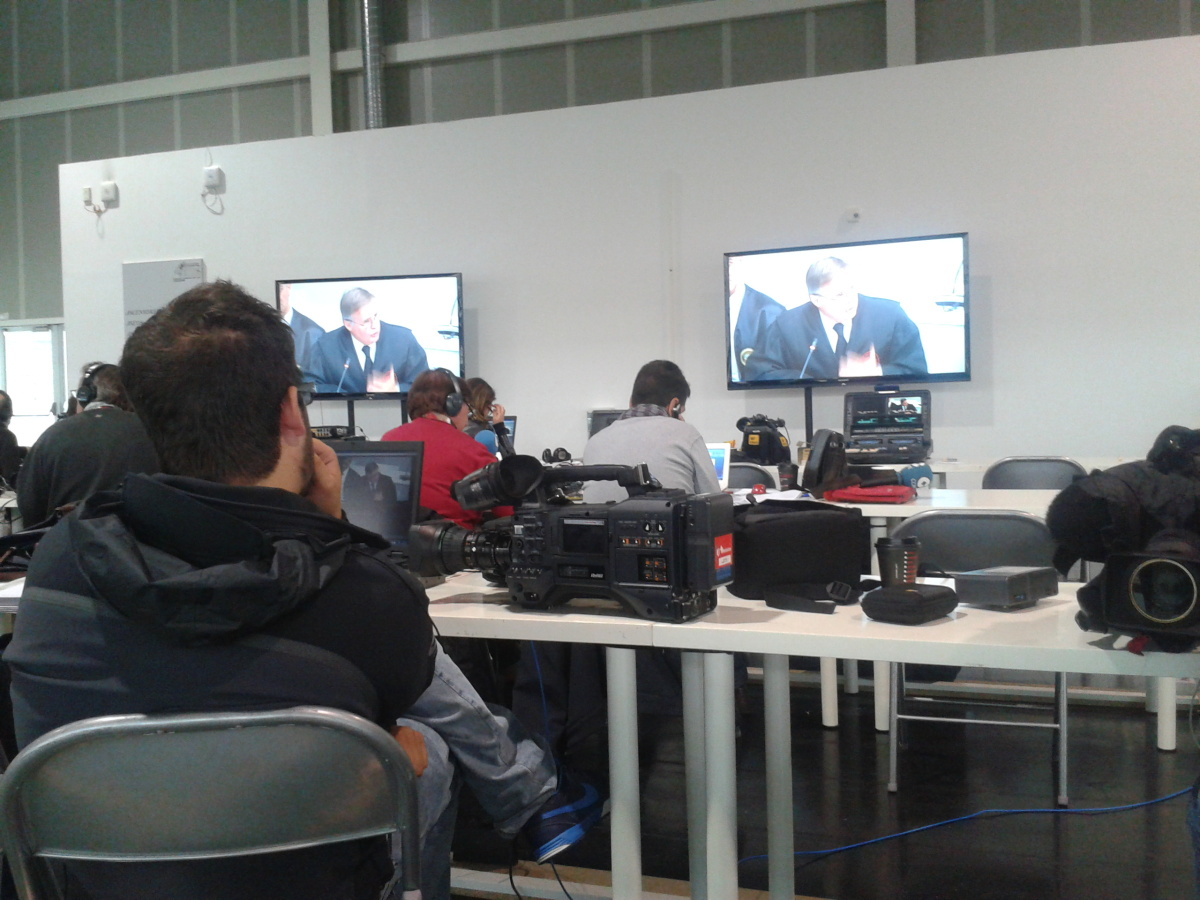
L'advocat de Mànguras al judici del Prestige (octubre de 2012)

El març de 2012, el judici previst es va haver d'ajornar quan el Tribunal Superior de Justícia de Galícia (TSXG) va acceptar la recusació dels tres jutges que anaven a jutjar la causa per part de l'Advocacia de l'Estat, la Fiscalia i la defensa del capità del Prestige, Apóstolos Mànguras . Aquesta recusació s'acceptà perquè havien participat en algun moment del procediment.
El judici pel cas Prestige va començar el 16 d'octubre de 2012 a La Corunya, a les instal·lacions de l'Expo-A Coruña amb un cost d'un milió d'euros.
En el judici s'acusava d'un delicte contra els recursos naturals i el medi ambient, danys i desobediència a:
- Apóstolos Mànguras , capità del Prestige
- Nikólaos Argirópulos, cap de màquines del Prestige
- Ireneo Maloto, primer oficial del Prestige. Es trobava en parador desconegut i declarat en rebel·lió

Acusat d'un delicte contra el medi ambient i danys:
- José Luis López-Sors, director general de la Marina Mercant durant l'accident

Així mateix, es trobaven imputats com a responsables civils directes:
- The London Steam-Ship Owners Mutual Insurance Association Limited, asseguradora del vaixell
- Fons Internacional d'Indemnització per Danys per Contaminació d'Hidrocarburs

Com a responsables civils subsidiaris:
- Mare Shipping Inc i Universe Maritime Ltd, companyies navilieres propietària i operadora del Prestige
- Estat espanyol

A la sentència, emesa el novembre de 2013, Mànguras va ser condemnat a nou mesos de presó per desobediència greu i a pagar un terç de les despeses del judici.
L'Estat espanyol va portar l'American Bureau of Shipping (ABS) als jutjats de Nova York en un judici civil, per haver considerat que el Prestige es trobava en bones condicions. El cas va ser finalment desestimat pels tribunals dels Estats Units.